# Lathyrus brachyodon
Espèce
Lathyrus brachyodon est une espèce de plantes à fleurs de la famille des Fabaceae endémique de la Tunisie.

## Taxinomie
Ernest Cosson identifie cette espèce en 1885 comme étant Lathyrus inconspicuus L.. Svante Samuel Murbeck reprend les planches en herbier et s'aperçoit de l'erreur de son confrère et lui donne son nom en 1897.

## Écologie
Lathyrus brachyodon est une espèce endémique de Tunisie.